# Lista najwyższych szczytów górskich w Polsce
Najwyższe szczyty górskie w Polsce – lista najwyższych wzniesień w Polsce, uszeregowana malejąco. Granice pasm zgodnie z regionalizacją fizycznogeograficzną Polski według Jerzego Kondrackiego.

## Pasma

### Tatry
| Nazwa                          | Wysokość (m n.p.m.) |
| ------------------------------ | ------------------- |
| Rysy                           | 2499                |
| Mięguszowiecki Szczyt          | 2438                |
| Niżnie Rysy                    | 2430                |
| Mięguszowiecki Szczyt Czarny   | 2410                |
| Mięguszowiecki Szczyt Pośredni | 2393                |
| Cubryna                        | 2376                |
| Wołowa Turnia                  | 2373                |
| Hińczowa Turnia                | 2372                |
| Żabia Turnia Mięguszowiecka    | 2336                |
| Świnica                        | 2301                |
| Kozi Wierch                    | 2291                |
| Żabi Koń                       | 2291                |
| Gąsienicowa Turnia             | 2280                |
| Kozie Czuby                    | 2266                |
| Niebieska Turnia               | 2262                |
| Żabi Szczyt Wyżni              | 2259                |
| Spadowa Kopa                   | 2252                |
| Zawratowa Turnia               | 2247                |
| Buczynowa Strażnica            | 2242                |
| Czarne Ściany                  | 2242                |
| Zadni Granat                   | 2240                |
| Pośredni Granat                | 2234                |
| Miedziane                      | 2233                |
| Mały Kozi Wierch               | 2228                |
| Skrajny Granat                 | 2225                |
| Wielka Koszysta                | 2193                |
| Waksmundzki Wierch             | 2189                |
| Wielka Buczynowa Turnia        | 2182                |
| Zamarła Turnia                 | 2179                |
| Starorobociański Wierch        | 2176                |
| Orla Baszta                    | 2175                |
| Mała Buczynowa Turnia          | 2172                |
| Szpiglasowy Wierch             | 2172                |
| Zadni Mnich                    | 2172                |
| Zadni Kościelec                | 2162                |
| Kazalnica Mięguszowiecka       | 2159                |
| Walentkowy Wierch              | 2156                |
| Wielki Wołoszyn                | 2155                |
| Kościelec                      | 2155                |
| Żabi Mnich                     | 2146                |
| Mały Wołoszyn                  | 2145                |
| Ciemnosmreczyńska Turnia       | 2142                |
| Jarząbczy Wierch               | 2137                |
| Wierch pod Fajki               | 2135                |
| Pośrednia Turnia               | 2128                |
| Buczynowe Czuby                | 2126                |
| Kamienista                     | 2126                |
| Krzesanica                     | 2123                |
| Pośredni Wołoszyn              | 2117                |
| Opalony Wierch                 | 2115                |
| Kołowa Czuba                   | 2105                |
| Żabi Szczyt Niżni              | 2098                |
| Skrajna Turnia                 | 2097                |
| Ciemniak                       | 2096                |
| Małołączniak                   | 2096                |
| Żabia Lalka                    | 2095                |
| Skrajny Wołoszyn               | 2092                |
| Mnichowa Kopa                  | 2090                |
| Żółta Turnia                   | 2087                |
| Wyżni Kostur                   | 2083                |
| Żabia Czuba                    | 2080                |
| Mnich                          | 2068                |
| Smreczyński Wierch             | 2068                |
| Gładki Wierch                  | 2065                |
| Wołowiec                       | 2064                |
| Niżni Kostur                   | 2055                |
| Mniszek                        | 2045                |
| Mała Koszysta                  | 2014                |
| Beskid                         | 2012                |
| Kopa Kondracka                 | 2005                |
| Kończysty Wierch               | 2002                |

### Beskid Żywiecki
| Nazwa                           | Wysokość (m n.p.m.) |
| ------------------------------- | ------------------- |
| Babia Góra (Diablak)            | 1725                |
| Gówniak                         | 1617                |
| Pilsko                          | 1542                |
| Kępa                            | 1521                |
| Mała Babia Góra (Cyl)           | 1517                |
| Polica                          | 1369                |
| Sokolica                        | 1367                |
| Romanka                         | 1366                |
| Munczolik (Szczawina)           | 1356                |
| Palenica                        | 1338                |
| Lipowski Wierch                 | 1324                |
| Rysianka                        | 1322                |
| Czernic (Czyrniec)              | 1318                |
| Kiczorka (Cyl Hali Śmietanowej) | 1298                |
| Boraczy Wierch                  | 1244                |
| Jasna Grapa                     | 1240                |
| Okrąglica                       | 1239                |
| Wielka Racza                    | 1236                |
| Wielka Rycerzowa                | 1226                |

### Karkonosze
| Nazwa            | Wysokość (m n.p.m.) |
| ---------------- | ------------------- |
| Śnieżka          | 1603                |
| Wielki Szyszak   | 1509                |
| Smogornia        | 1489                |
| Łabski Szczyt    | 1471                |
| Mały Szyszak     | 1439                |
| Śmielec          | 1424                |
| Czeskie Kamienie | 1416                |
| Śląskie Kamienie | 1413                |
| Czarna Kopa      | 1407                |
| Tępy Szczyt      | 1387                |
| Kopa             | 1377                |
| Szrenica         | 1362                |

### Masyw Śnieżnika
| Nazwa             | Wysokość (m n.p.m.) |
| ----------------- | ------------------- |
| Śnieżnik          | 1425                |
| Mały Śnieżnik     | 1318                |
| Czarna Góra       | 1205                |
| Trójmorski Wierch | 1145                |

### Bieszczady
| Nazwa                             | Wysokość (m n.p.m.) |
| --------------------------------- | ------------------- |
| Tarnica                           | 1346                |
| Krzemień                          | 1335                |
| Halicz                            | 1333                |
| Kopa Bukowska                     | 1320                |
| Szeroki Wierch (Tarniczka)        | 1315                |
| Bukowe Berdo                      | 1311                |
| Wielka Rawka                      | 1307                |
| Połonina Caryńska (Kruhly Wierch) | 1297                |
| Rozsypaniec                       | 1280                |
| Mała Rawka                        | 1272                |
| Połonina Wetlińska (Roh)          | 1255                |
| Kińczyk Bukowski                  | 1251                |
| Wołowy Garb                       | 1248                |
| Smerek                            | 1222                |
| Krzemieniec (Kremenaros)          | 1221                |
| Kamienna                          | 1201                |
| Riaba Skała                       | 1199                |
| Paportna                          | 1198                |
| Dziurkowiec                       | 1189                |
| Hrubki                            | 1186                |
| Płasza                            | 1163                |
| Jasło                             | 1153                |
| Okrąglik                          | 1106                |
| Stryb                             | 1011                |
| Rypi Wierch                       | 1003                |

### Gorce
| Nazwa                | Wysokość (m n.p.m.) |
| -------------------- | ------------------- |
| Turbacz              | 1310                |
| Jaworzyna Kamienicka | 1288                |
| Kiczora              | 1282                |
| Kudłoń               | 1274                |
| Czoło Turbacza       | 1259                |
| Mostownica           | 1251                |
| Gorc Troszacki       | 1235                |
| Gorc                 | 1228                |
| Lubań                | 1225                |

### Beskid Sądecki
| Nazwa              | Wysokość (m n.p.m.) |
| ------------------ | ------------------- |
| Radziejowa         | 1266                |
| Złomisty Wierch    | 1226                |
| Mała Radziejowa    | 1207                |
| Wielka Przehyba    | 1191                |
| Wielki Rogacz      | 1182                |
| Przehyba           | 1175                |
| Skałka             | 1163                |
| Mały Rogacz        | 1162                |
| Jasiennik          | 1128                |
| Czeremcha          | 1124                |
| Zgrzypy            | 1120                |
| Jaworzyna Krynicka | 1114                |
| Wielka Bukowa      | 1104                |

### Beskid Śląski
| Nazwa                 | Wysokość (m n.p.m.) |
| --------------------- | ------------------- |
| Skrzyczne             | 1257                |
| Barania Góra          | 1220                |
| Małe Skrzyczne        | 1211                |
| Kopa Skrzyczeńska     | 1189                |
| Zielony Kopiec        | 1152                |
| Malinowska Skała      | 1152                |
| Magurka Wiślańska     | 1140                |
| Klimczok              | 1117                |
| Malinów               | 1114                |
| Magura                | 1109                |
| Magurka Radziechowska | 1091                |
| Trzy Kopce            | 1081                |
| Cebula                | 1035                |
| Stołów                | 1035                |
| Glinne                | 1034                |
| Szyndzielnia          | 1028                |
| Przysłop              | 1028                |
| Kościelec             | 1022                |
| Skałka                | 1020                |
| Murońka               | 1021                |
| Przypór               | 1008                |

### Beskid Wyspowy
| Nazwa        | Wysokość (m n.p.m.) |
| ------------ | ------------------- |
| Mogielica    | 1170                |
| Ćwilin       | 1072                |
| Jasień       | 1062                |
| Modyń        | 1029                |
| Luboń Wielki | 1022                |
| Krzystonów   | 1012                |
| Śnieżnica    | 1006                |
| Szczebel     | 977                 |
| Lubogoszcz   | 967                 |
| Łopień       | 951                 |
| Cichoń       | 929                 |
| Ostra        | 928                 |
| Jaworz       | 921                 |

### Góry Izerskie
| Nazwa         | Wysokość (m n.p.m.) |
| ------------- | ------------------- |
| Wysoka Kopa   | 1126                |
| Smrek         | 1123                |
| Stóg Izerski  | 1107                |
| Wysoki Kamień | 1058                |
| Zwalisko      | 1047                |

### Góry Bialskie[7][8]
| Nazwa    | Wysokość (m n.p.m.) |
| -------- | ------------------- |
| Postawna | 1124                |
| Rudawiec | 1112                |
| Iwinka   | 1076                |

### Góry Złote
| Nazwa   | Wysokość (m n.p.m.) |
| ------- | ------------------- |
| Kowadło | 989                 |

### Beskid Makowski
| Nazwa               | Wysokość (m n.p.m.) |
| ------------------- | ------------------- |
| Mędralowa           | 1169                |
| Jałowiec            | 1111                |
| Czerniawa Sucha     | 1062                |
| Lachów Groń         | 1045                |
| Mała Mędralowa      | 1042                |
| Mędralowa Zachodnia | 1024                |

### Góry Orlickie
| Nazwa  | Wysokość (m n.p.m.) |
| ------ | ------------------- |
| Orlica | 1084                |

### Pieniny
| Nazwa         | Wysokość (m n.p.m.) |
| ------------- | ------------------- |
| Wysoka        | 1050                |
| Smerekowa     | 1013                |
| Trzy Korony   | 982                 |
| Wierchliczka  | 964                 |
| Watrisko      | 960                 |
| Durbaszka     | 942                 |
| Borsuczyny    | 939                 |
| Nowa Góra     | 902                 |
| Wysoki Wierch | 899                 |

### Góry Sowie
| Nazwa        | Wysokość (m n.p.m.) |
| ------------ | ------------------- |
| Wielka Sowa  | 1015                |
| Mała Sowa    | 972                 |
| Kalenica     | 964                 |
| Słoneczna    | 960                 |
| Grabina      | 943                 |
| Kozia Równia | 930                 |
| Sokolica     | 915                 |
| Rymarz       | 913                 |

### Beskid Niski
| Nazwa                    | Wysokość (m n.p.m.) |
| ------------------------ | ------------------- |
| Lackowa                  | 997                 |
| Ostry Wierch             | 938                 |
| Biała Skała              | 903                 |
| Jaworzyna Konieczniańska | 881                 |
| Jaworzynka               | 869                 |
| Kamień nad Jaśliskami    | 857                 |
| Wielki Bukowiec (Pasika) | 848                 |
| Kozie Żebro              | 847                 |
| Wątkowa                  | 846                 |

### Góry Bystrzyckie
| Nazwa           | Wysokość (m n.p.m.) |
| --------------- | ------------------- |
| Jagodna         | 977                 |
| Sasanka         | 965                 |
| (brak nazwy)    | 949                 |
| Łomnicka Równia | 898                 |
| Czerniec        | 891                 |
| Anielska Kopa   | 871                 |
| Smolna          | 869                 |

### Rudawy Janowickie
| Nazwa       | Wysokość (m n.p.m.) |
| ----------- | ------------------- |
| Skalnik     | 945                 |
| Dzicza Góra | 891                 |
| Wołek       | 878                 |
| Wielka Kopa | 871                 |
| Bielec      | 871                 |
| Rudnik      | 853                 |
| Bobrzak     | 839                 |

### Góry Kamienne
| Nazwa                | Wysokość (m n.p.m.) |
| -------------------- | ------------------- |
| Waligóra             | 936                 |
| Suchawa              | 928                 |
| Kostrzyna            | 906                 |
| Włostowa             | 903                 |
| Jeleniec             | 902                 |
| Bukowiec             | 898                 |
| Turzyna              | 895                 |
| Ruprechticki Szpicak | 870                 |
| Rogowiec             | 870                 |
| Czarnek              | 868                 |
| Klin                 | 866                 |
| Lesista Wielka       | 851                 |

### Beskid Mały
| Nazwa                           | Wysokość (m n.p.m.) |
| ------------------------------- | ------------------- |
| Czupel                          | 931                 |
| Łamana Skała (błędne: Madohora) | 929                 |
| Leskowiec                       | 922                 |
| Magurka Wilkowicka              | 909                 |
| Wielka Cisowa Grapa             | 853                 |
| Groniczki                       | 839                 |
| Kiczera                         | 831                 |
| Jawornica                       | 830                 |
| Chrobacza Łąka                  | 830                 |
| Gaiki                           | 808                 |
| Żar                             | 761                 |
| Złota Góra                      | 757                 |
| Bukowski Groń                   | 729                 |
| Snoza                           | 562                 |

### Góry Stołowe
| Nazwa              | Wysokość (m n.p.m.) |
| ------------------ | ------------------- |
| Szczeliniec Wielki | 919                 |
| Skalniak           | 915                 |
| Szczeliniec Mały   | 895                 |
| Narożnik           | 851                 |
| Błędne Skały       | 850                 |

### Góry Opawskie
| Nazwa             | Wysokość (m n.p.m.) |
| ----------------- | ------------------- |
| Biskupia Kopa     | 889                 |
| Srebrna Kopa      | 785                 |
| Zamkowa Góra      | 571                 |
| Szyndzielowa Kopa | 533                 |
| Bukowa Góra       | 507                 |
| Przednia Kopa     | 495                 |
| Długota           | 457                 |
| Olszak            | 453                 |
| Krzyżówka         | 427                 |

### Góry Wałbrzyskie
| Nazwa    | Wysokość (m n.p.m.) |
| -------- | ------------------- |
| Borowa   | 854                 |
| Chełmiec | 851                 |
| Trójgarb | 778                 |

### Góry Bardzkie
| Nazwa                   | Wysokość (m n.p.m.) |
| ----------------------- | ------------------- |
| Szeroka Góra            | 765                 |
| Kłodzka Góra            | 763                 |
| Ostra Góra              | 751                 |
| Wilczak                 | 637                 |
| Bardzka Góra (Kalwaria) | 583                 |

### Góry Kaczawskie
| Nazwa     | Wysokość (m n.p.m.) |
| --------- | ------------------- |
| Skopiec   | 724                 |
| Baraniec  | 723                 |
| Okole     | 721                 |
| Maślak    | 720                 |
| Łysa Góra | 708                 |
| Turzec    | 690                 |
| Poręba    | 671                 |
| Połom     | 667                 |

### Masyw Ślęży
| Nazwa   | Wysokość (m n.p.m.) |
| ------- | ------------------- |
| Ślęża   | 718                 |
| Radunia | 573                 |
| Wieżyca | 415                 |

### Góry Świętokrzyskie
| Nazwa                         | Wysokość (m n.p.m.) |
| ----------------------------- | ------------------- |
| Łysica – Skała Agaty          | 614                 |
| Łysica – wierzchołek zachodni | 613                 |
| Łysa Góra                     | 595                 |
| Szczytniak                    | 554                 |
| Księża Skała                  | 550                 |
| Góra Jeleniowska              | 533                 |

### Pogórze Ciężkowickie
| Nazwa   | Wysokość (m n.p.m.) |
| ------- | ------------------- |
| Liwocz  | 562                 |
| Brzanka | 534                 |

### Wyżyna Krakowsko-Częstochowska
| Nazwa                      | Wysokość (m n.p.m.) |
| -------------------------- | ------------------- |
| Góra Zamkowa (Janowskiego) | 516                 |
| Skałka 502 (Grodzisko)     | 513                 |
| Wielka Skała               | 513                 |
| Straszykowa Góra           | 500                 |
| Łysa                       | 492                 |

### Wzgórza Niemczańsko-Strzelińskie
| Nazwa    | Wysokość (m n.p.m.) |
| -------- | ------------------- |
| Wacławka | 473                 |
| Wrona    | 458                 |
| Orzeł    | 458                 |

### Wyżyna Śląska– Pasmo Chełmu
| Nazwa             | Wysokość (m n.p.m.) |
| ----------------- | ------------------- |
| Góra Świętej Anny | 408                 |